# 小拉季日涅
49°37′13″N 34°52′16″E / 49.62028°N 34.87111°E
小拉季日涅（烏克蘭語：Мале Ладижине），是烏克蘭的村落，位於該國中部波爾塔瓦州，由波爾塔瓦區負責管轄，處於拉季任卡河畔，距離斯捷帕尼夫卡3公里，海拔高度92米，2001年人口163。